# Amakusa
Amakusa (jap. 天草諸島 Amakusa-shotō) – grupa ok. 100 wysp i wysepek japońskich na Morzu Wschodniochińskim, u zachodnich wybrzeży wyspy Kiusiu (Kyūshū). Administracyjnie należą do prefektury Kumamoto.
Powierzchnia tych wysp wynosi 875 km², a liczba mieszkańców (w latach 60. i 70.) 250 tys. Największe wyspy to: Shimo-jima, Kami-jima i Naga-shima, które są połączone z sobą i wyspą Kiusiu mostami. Uprawia się tutaj bataty, pszenicę oraz ryż. Amakusa stanowi część parku narodowego Unzen-Amakusa.
W okresie prześladowań chrześcijan w epoce Edo wyspy stały się miejscem ich schronienia.

## Galeria

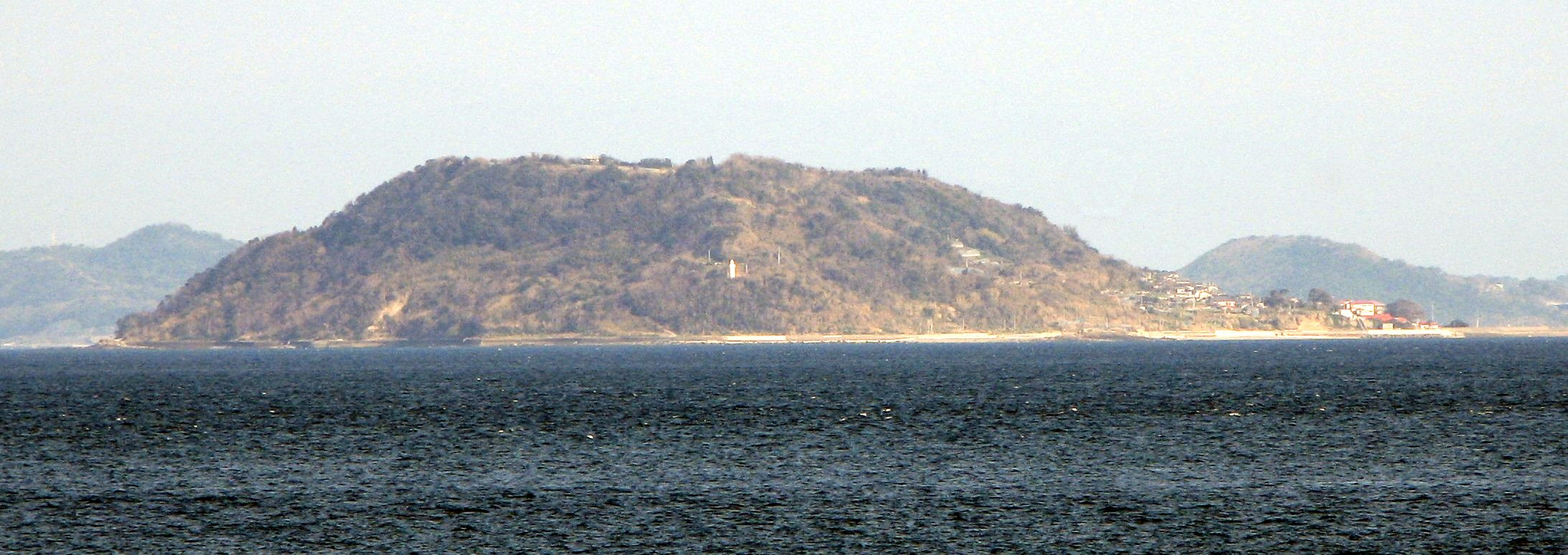
Panorama wysp